# Ou Chuliang
Dans ce nom chinois, le nom de famille, Ou, précède le nom personnel.
Ou Chuliang, né le 26 août 1968 à Canton (Chine), est un ancien footballeur chinois, aujourd'hui entraîneur.